# Лунго Систо I (Латина)
Лунго Систо I је насеље у Италији у округу Латина, региону Лацио.
Према процени из 2011. у насељу је живело 74 становника. Насеље се налази на надморској висини од 7 м.